# Rectoammodiscus
Rectoammodiscus es un género de foraminífero bentónico de la subfamilia Ammodiscinae, de la familia Ammodiscidae, de la superfamilia Ammodiscoidea, del suborden Ammodiscina y del orden Astrorhizida. Su especie-tipo es Involutina longexsertus. Su rango cronoestratigráfico abarca el Mississippiense (Carbonífero inferior).

## Discusión
Clasificaciones previas incluían Rectoammodiscus en el suborden Textulariina del orden Textulariida.

## Clasificación
Rectoammodiscus incluye a las siguientes especies:
- Rectoammodiscus longexsertus